# 日向ダム
日向ダム（ひなたダム）は、岩手県釜石市甲子町日向の甲子川水系小川川に建設された洪水調節を目的とした治水ダムである。

## ギャラリー

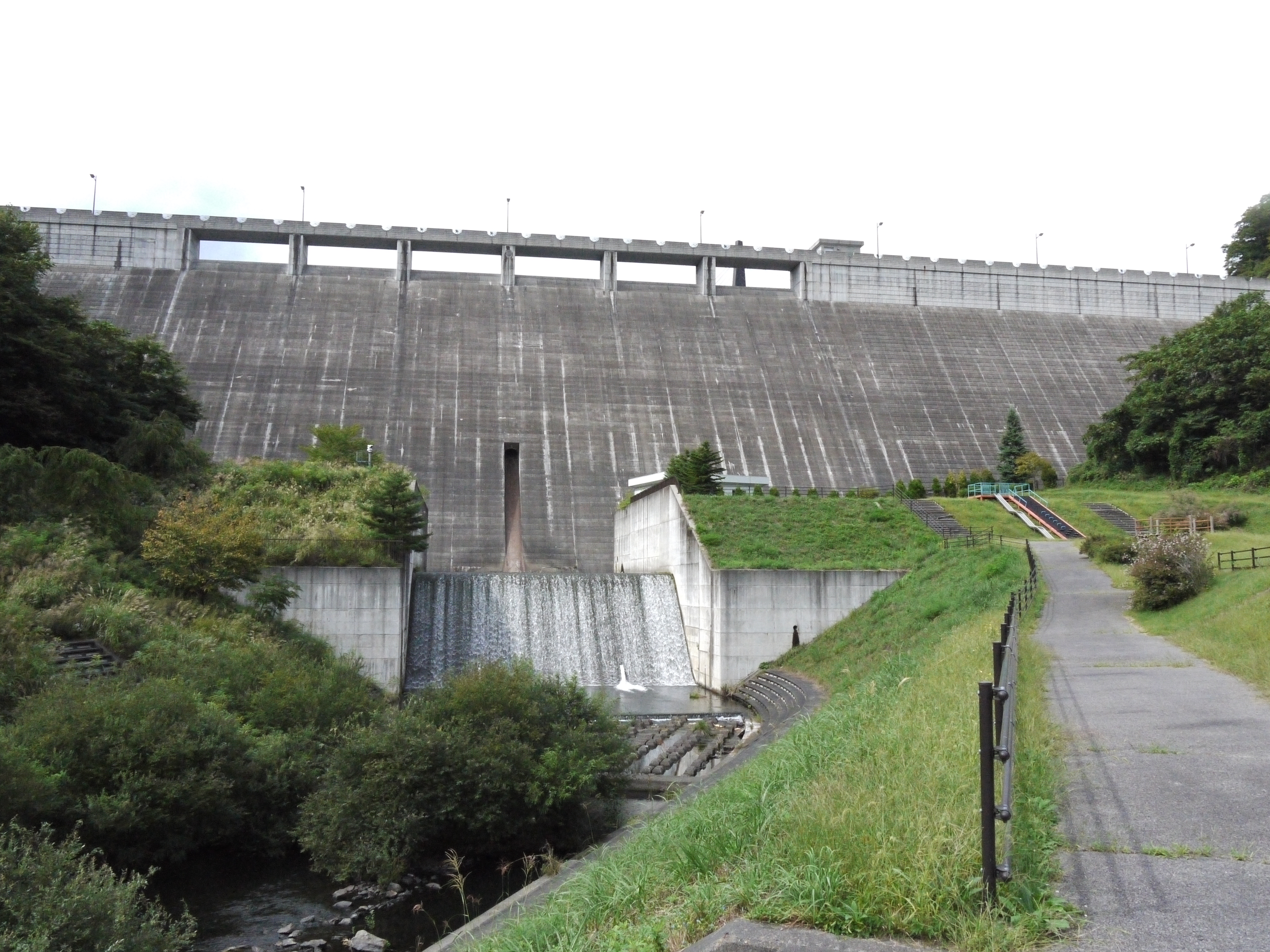
日向ダム（2012年9月）
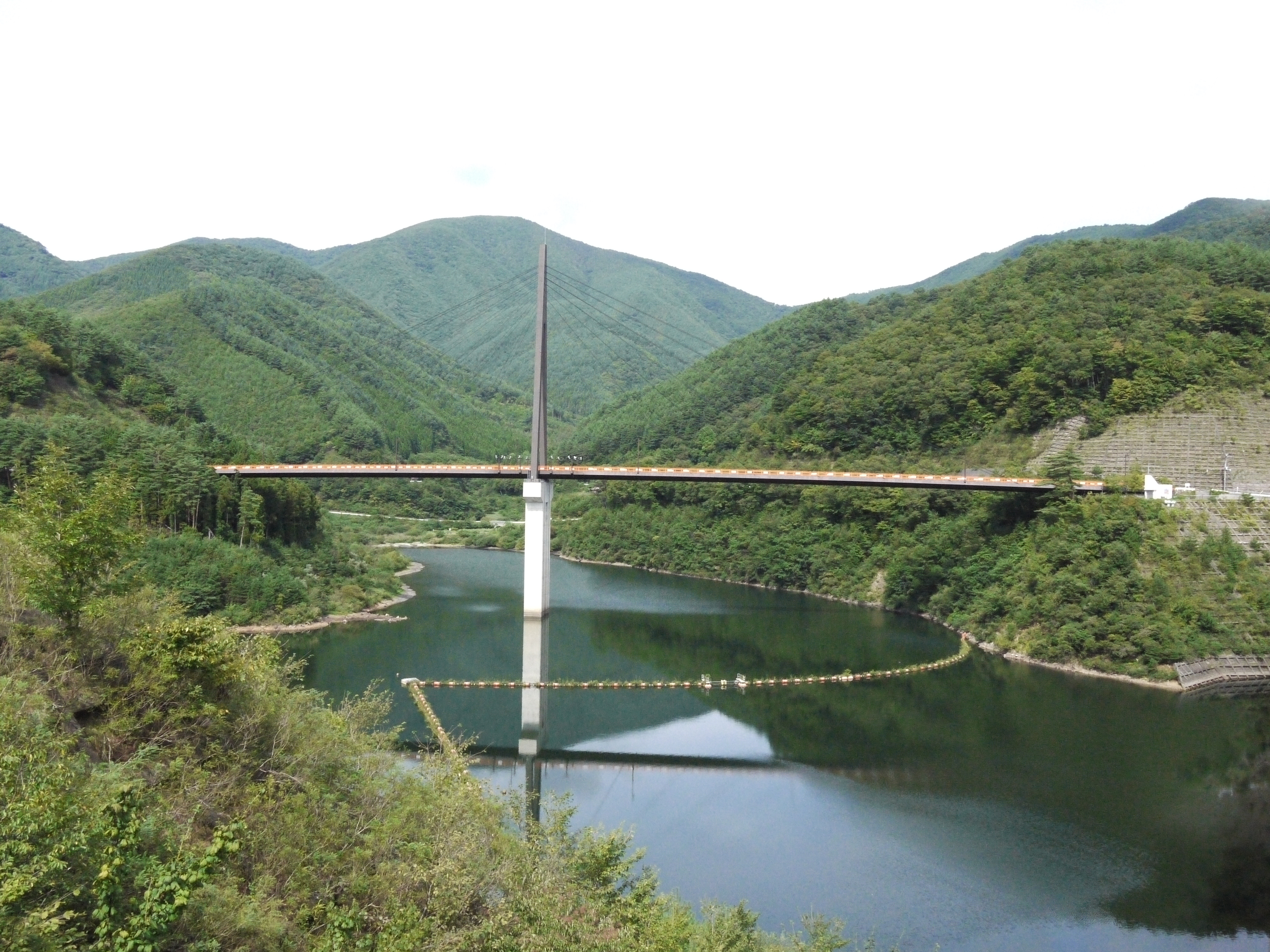
ダム湖（2012年9月）
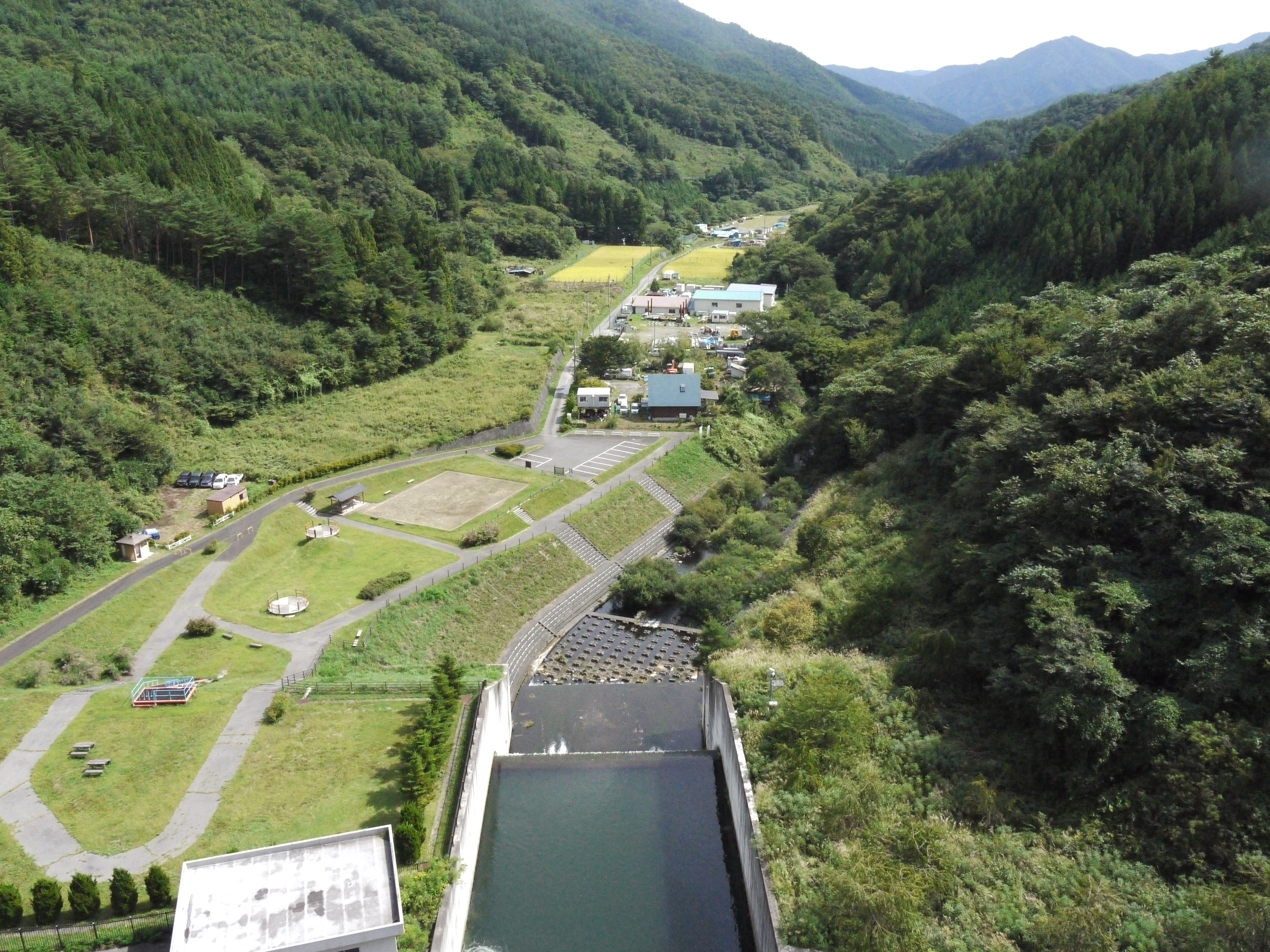
堤体から下流をのぞむ（2012年9月）
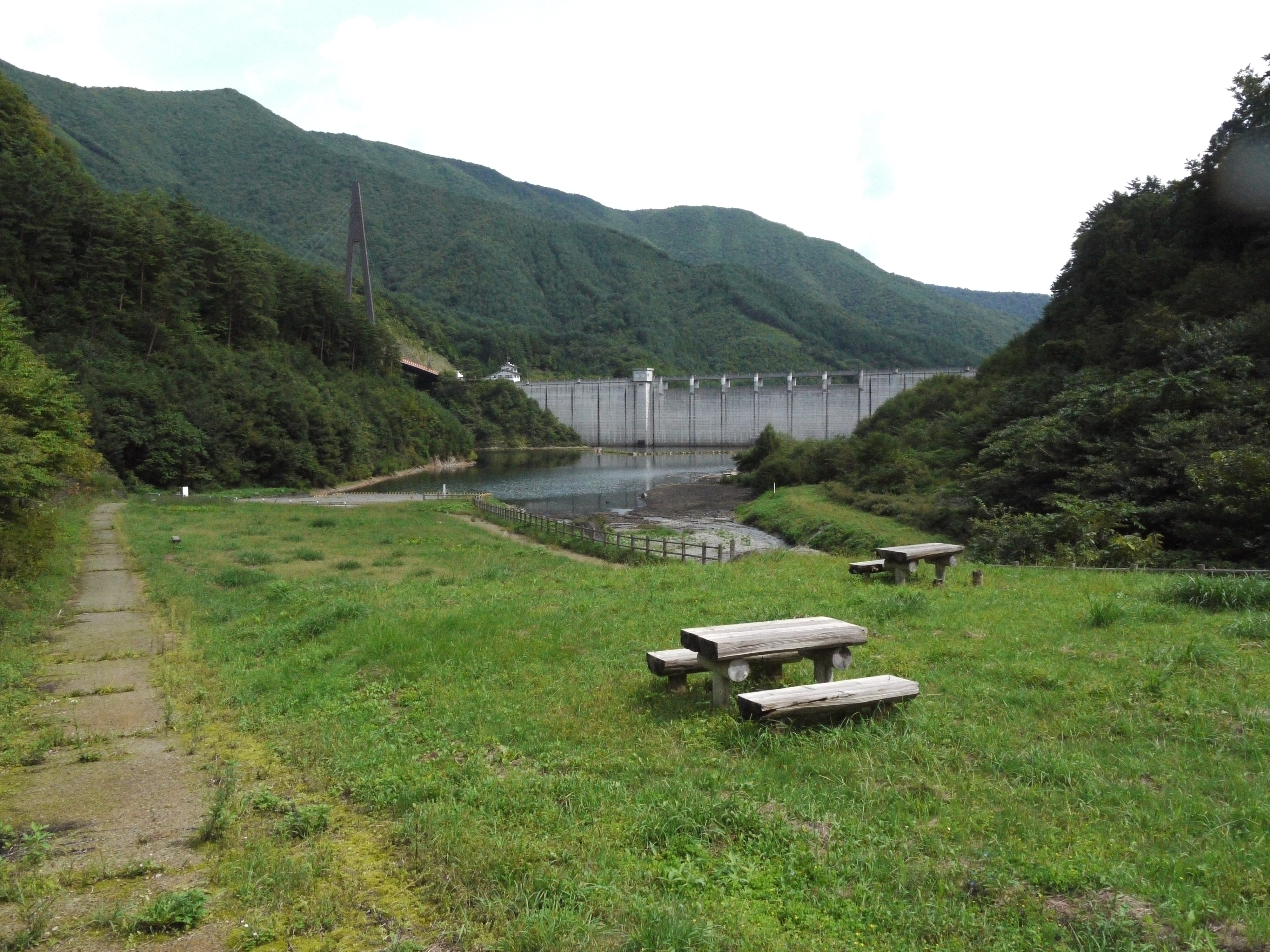
ダム湖上流の様子（2012年9月）
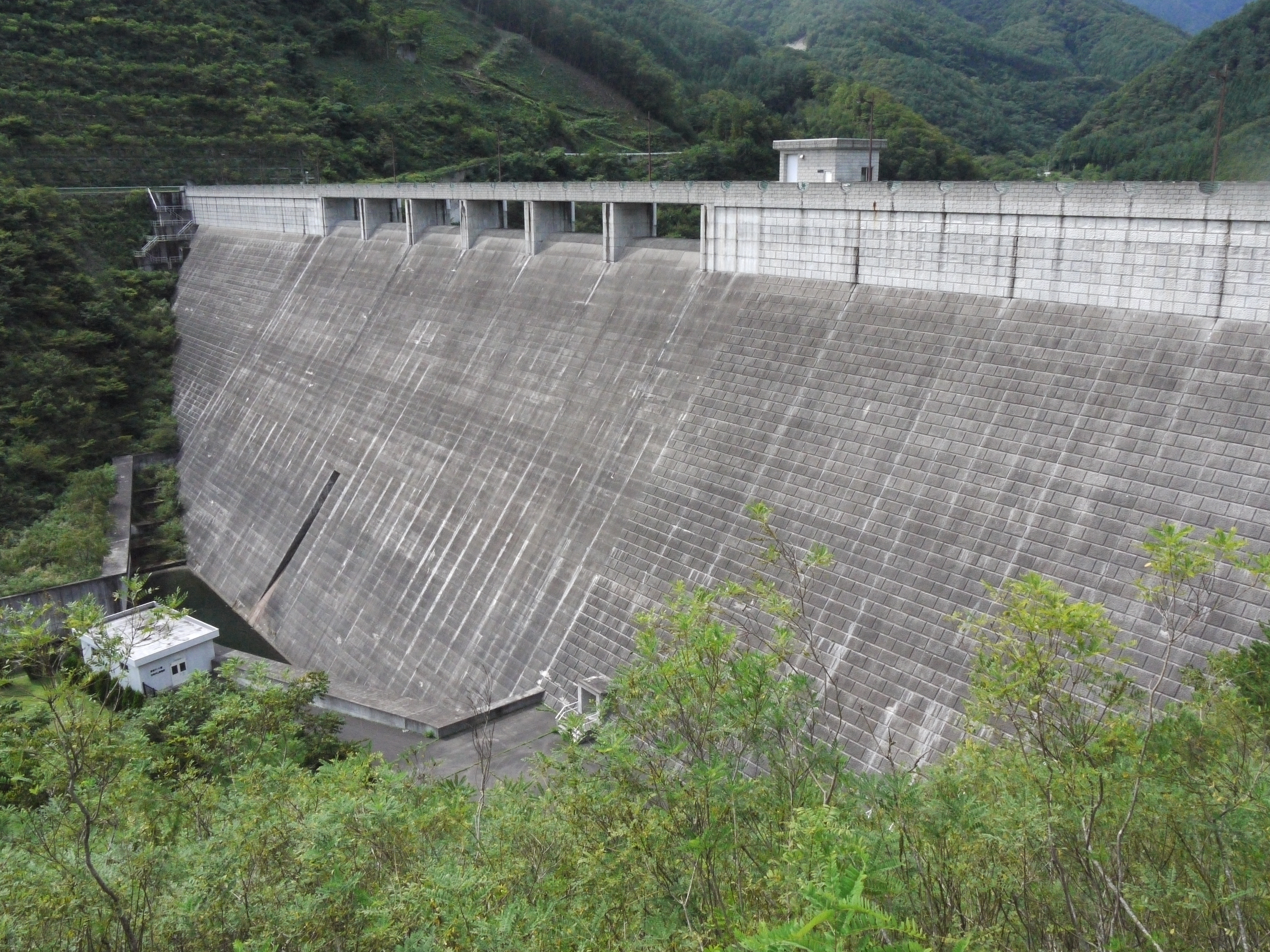
ダム堤体（2012年9月）
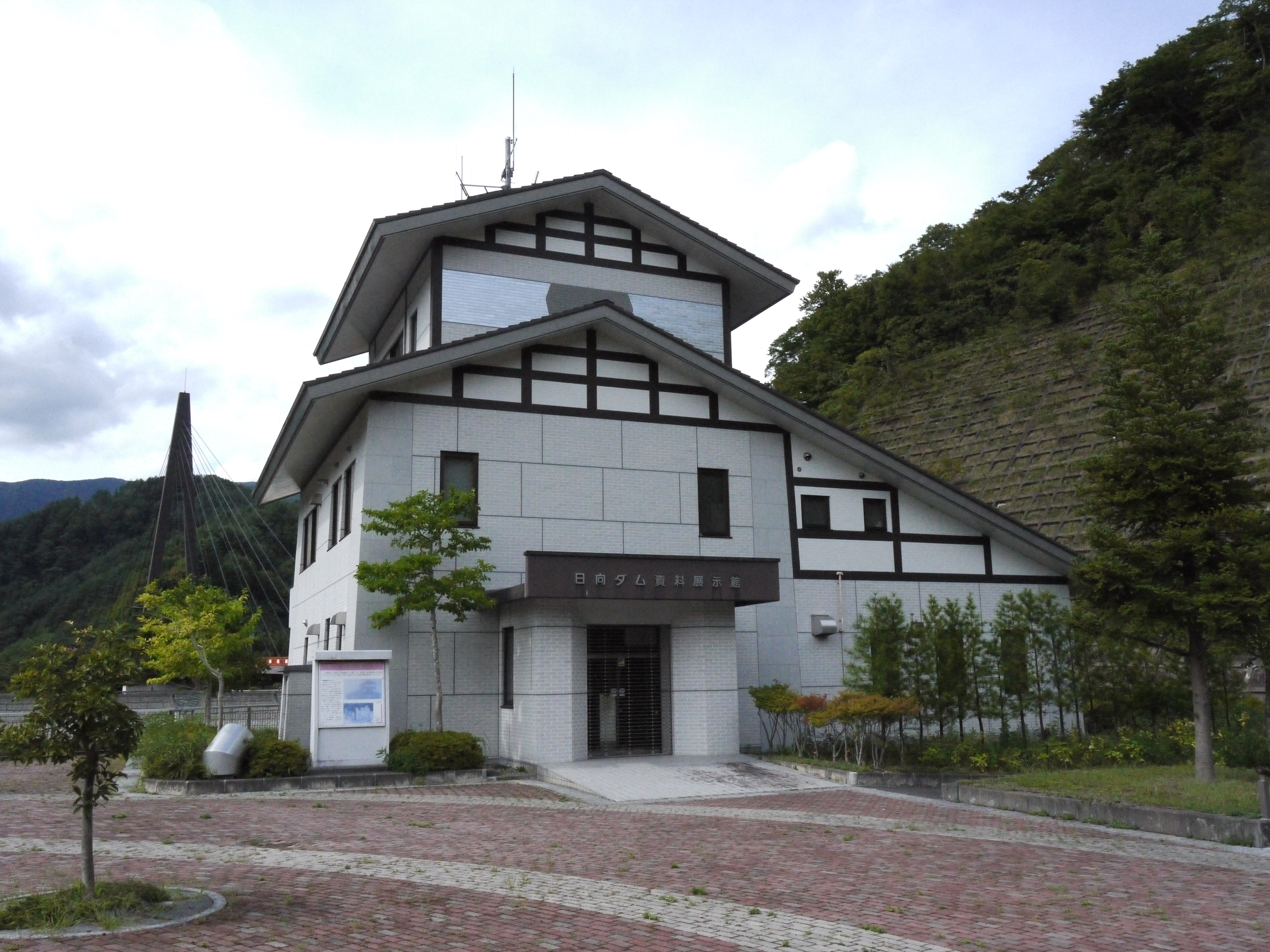
事務所（2012年9月）